# Findelschlucht
Die Findelschlucht, auch Findeltal genannt, befindet sich in den Walliser Alpen östlich von Zermatt in der Schweiz.
Die Schlucht trägt den Namen des sie durchfliessenden und nach Westen entwässernden Findelbachs.
Sie erstreckt sich über eine Länge von fünf Kilometer in Ost-West-Richtung. Die Schlucht wird vom Zermatter Rothorn, sowie dem Stockhorn und dem Gornergratmassiv umrahmt.
Am oberen Ende der Findelschlucht befindet sich der Findelgletscher. An der nördlichen Talseite liegen zwei kleine Weiler, Findeln und Gant. Beide haben nur etwa 100 Einwohner und sind im Winter von der Aussenwelt abgeschnitten.